# Olivier Cromwell (film, 1911)
Olivier Cromwell est un court métrage muet français réalisé par Henri Desfontaines sorti en 1911.

## Fiche technique
- Réalisation et scénario : Henri Desfontaines
- Société de production :  Société Générale des Cinématographes Éclipse
- Pays de production : France
- Format : Muet - Noir et blanc - 1,33:1 - 35 mm
- Genre : Film biographique
- Durée : inconnue
- Date de sortie : 
  - France : 1911

## Distribution
- Jules Berry
- Germaine Dermoz
- Constant Rémy